# Rio Forqueta

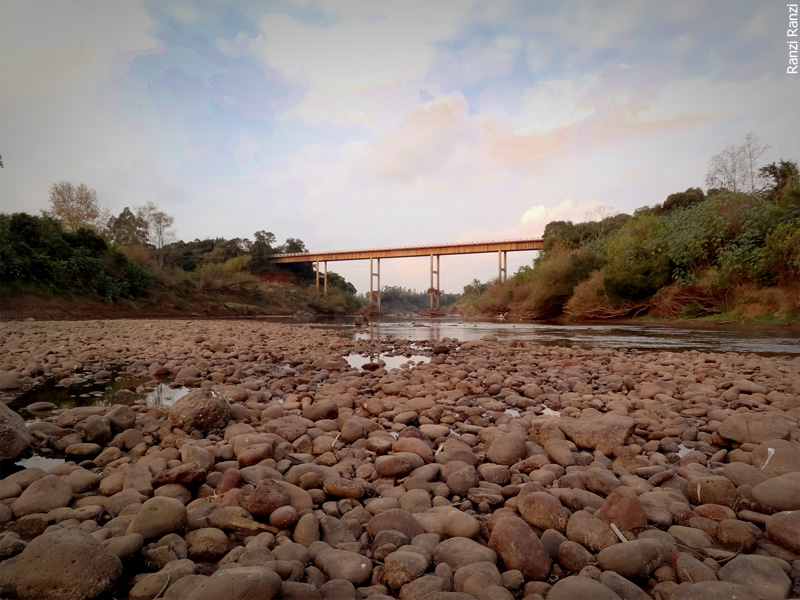
Basses-eaux du rio Forqueta durant la sécheresse de mai 2012.

Le rio Forqueta est un cours d'eau brésilien de l'État du Rio Grande do Sul.
C'est un affluent de la rive droite du rio Taquari.
Le long de ses rives se trouvent de nombreux campings et zones de loisirs tels que : Camping do Umbu, Camping do Irineu, Camping do Germano, Camping Palm et Hepp, entre autres, qui attirent de nombreux touristes durant l'été. La plupart sont desservis par la route fédérale BR 386. Les autres ont un accès par la route régionale RS 130.